# 那加山崎町
那加山崎町（なかやまざきちょう）は、岐阜県各務原市の地名。丁番を持たない単独町名である。

## 地理
各務原市の那加地区に属する。町域の東部は那加北洞町、那加東野町、西部は那加西市場町、那加扇平、南部は那加東野町、北部は那加北洞町に接する。
権現山の東に位置する。土砂採取後の跡地には山崎工業団地が造成され、町域の大部分を占める。
地名はこの地区の通称に因む。
道路
- 県道205号長森各務原線

## 歴史
1979年（昭和54年）11月1日、那加前洞町の一部をもって那加山崎町を設置する。

## 世帯数と人口
2024年（令和6年）10月1日現在の世帯数と人口は以下の通りである。
| 丁目       | 世帯数 | 人口 |
| ---------- | ------ | ---- |
| 那加山崎町 | 41世帯 | 53人 |

## 小・中学校の学区
市立小・中学校に通う場合、学区は以下の通りとなる。尚、那加山崎町の自治会は北洞自治会である（各務原市慈光園は西市場町自治会）。
| 番・番地等 | 小学校               | 中学校               |
| ---------- | -------------------- | -------------------- |
| 全域       | 各務原市立尾崎小学校 | 各務原市立桜丘中学校 |

## 主な施設
- 各務原市慈光園
- 山崎工業団地

## 交通
- 各務原市ふれあいバス東西線